# Polaroid (chanson de Liam Payne)
Singles par Liam Payne
Familiar
(2018) Stack It Up
(2019)
Singles par Jonas Blue
Roll with Me
(2018) Desperate
(2019)
Singles par Lennon Stella
Bad
(2018) Breakaway
(2018)
Polaroid est une chanson du chanteur anglais Liam Payne en collaboration avec le DJ Jonas Blue et la chanteuse canadienne Lennon Stella, sortie le 5 octobre 2018 sous le label Virgin Records et apparaît sur l'album LP1.  

## Réception
Broadway World appelle le single « un morceau pop, RnB, paradisiaque avec un refrain hymnique et un groove irrésistible ».

## Clip
Le clip de Polaroid est sorti sur YouTube le 19 octobre 2018. 

## Certification
| Pays        | Certification | Ventes  |
| ----------- | ------------- | ------- |
| Canada      | Or            | 40 000  |
| Italie      | Or            | 25 000  |
| Royaume-Uni | Or            | 400 000 |